# Zimní válka
Zimní válka (finsky talvisota) bylo vojenské střetnutí mezi Finskem a Sovětským svazem, které začalo sovětskou ofenzivou bez vyhlášení války 30. listopadu 1939 a skončilo Moskevským mírem 13. března 1940. Sovětský svaz byl za toto ilegální napadení vyloučen 14. prosince 1939 ze Společnosti národů.
Sovětský svaz se snažil získat části finského území výměnou za pozemky jinde, což zdůvodňoval bezpečností, především ochranou Leningradu, který se nacházel 32 km od hranic. To Finové odmítli, načež byli napadeni. Navzdory výrazné sovětské početní a materiální převaze se Finové útokům dlouho úspěšně bránili a způsobili Rudé armádě těžké ztráty. V únoru 1940 se sovětské síly přeskupily, změnily taktiku a nakonec se jim podařilo překonat finskou obranu. 
Výsledek válečných událostí umožnil tehdejšímu ministru zahraničí Molotovovi dosáhnout po složitých jednáních naplnění sovětských požadavků, které nebyla Rudá armáda dlouho schopna prosadit silou svých zbraní. Po dohodě v březnu 1940 Finsko postoupilo SSSR asi 10 % svého předválečného území (Rybářský poloostrov, Ladožskou Karélii a Karelskou šíji). Nepřesvědčivý výkon Rudé armády v této válce vedl k prudkému propadu její prestiže a přesvědčil Hitlera, že SSSR snadno porazí. Na druhé straně Rudá armáda dostala šanci provést reorganizaci a komisařem pro obranu byl jmenován armádní velitel 1. stupně Timošenko, který nahradil maršála Vorošilova. Finové si zase udrželi svoji svrchovanost, zvětšila se jejich mezinárodní prestiž a zároveň byla tato hrdinská obrana napadeného národa prostředkem k definitivnímu překonání rozštěpení finské společnosti po finské občanské válce v roce 1918.
Zimní válka je většinou brána jako součást druhé světové války, není to však všeobecně přijatý názor a zejména v anglicky a rusky mluvícím světě je často označována jako souběžný konflikt, který jen probíhal ve stejnou dobu. Sporné je, jestli lze považovat Finsko za spojence Osy. Většinou bývá Finsko považováno za spojence Osy od roku 1941 do roku 1944, jelikož se účastnilo Operace Barbarossa. Poté se však Finsko obrátilo proti Německu a Sovětský svaz mu za to garantoval nezávislost.

## Politická situace před válkou

### Sovětsko-finské vztahy

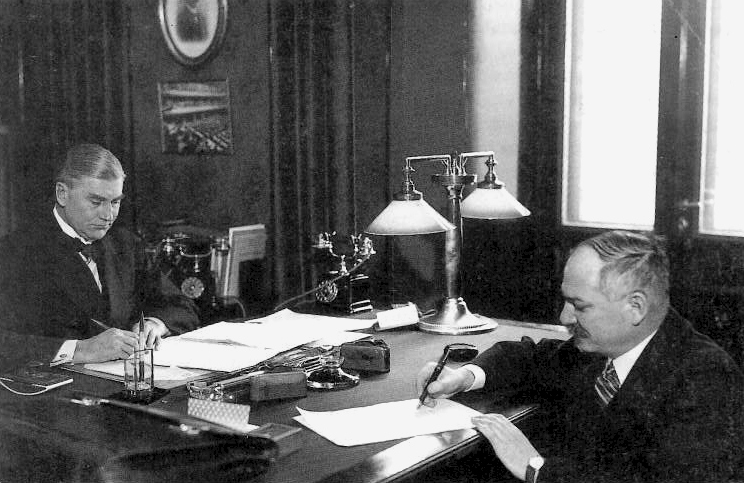
Podpis paktu o neútočení. Vpravo: Ivan Majskij, vlevo: Aarno Yrjö-Koskinen.

Mezi Finskem a Sovětským svazem byl 21. ledna 1932 uzavřen pakt o neútočení, v roce 1934 znovu potvrzený na dobu deseti let a v roce 1934 se Sovětský svaz zapojil do Společnosti národů. Přesto zůstaly vztahy mezi oběma zeměmi na bodu mrazu. SSSR přijal na svém území velkou část finských komunistů, kteří uprchli z Finska po své porážce, když se pokusili v roce 1920 zavraždit generála Mannerheima. Během stalinismu, který následoval, označovala sovětská propaganda finské přední představitele za fašistickou kliku. Stalin, který získal neomezenou moc po velké čistce v 30. letech 20. století, začal požadovat navrácení provincií, které ztratilo Ruské impérium během chaotických událostí Říjnové revoluce v roce 1917 a následné ruské občanské války a nastolení jedné z nejtvrdších diktatur světa. Sovětská vláda se domnívala, že Ruské impérium mělo ideální bezpečnostní a teritoriální strukturu, a chtěla, aby nově „pokřtěné“ město Leningrad získalo obdobné postavení. V roce 1939, po likvidaci Polska a vynucení jednostranně výhodných smluv o vojenské a hospodářské spolupráci s Litvou, Lotyšskem a Estonskem, se SSSR obrátil na Finsko s návrhy na vyřešení některých závažných politických problémů a otázek:

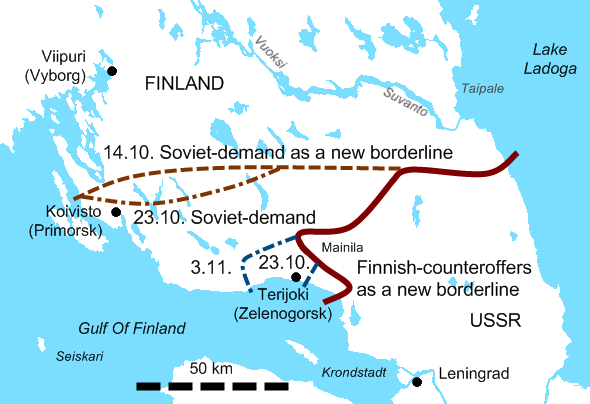
Přesun hranic na Karelské šíji.

- uzavření smlouvy o hospodářské spolupráci
- uzavření smlouvy o vojenské spolupráci:
  - právo podpořit Finsko v případě blíže nespecifikovaného ohrožení i bez žádosti finské vlády
  - právo zřídit v Hanko vojenskou základnu Rudé armády
  - právo přesunovat po finském území jednotky
  - právo vojensky využívat přístav Petsamo
  - závazek Finska vojensky podpořit SSSR proti útoku kohokoliv
- vydání strategicky důležitých ostrovů ve Finském zálivu
- vydání strategicky důležitého území na Rybářském poloostrově
- přesun hranice na Karelské šíji dále na západ na linii Koivisto-Lippola[P 9]

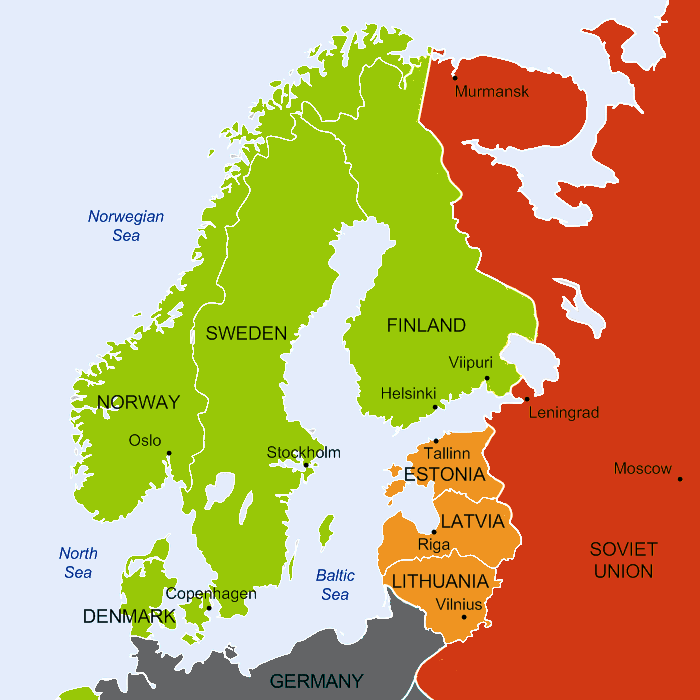
Severní Evropa v listopadu 1939
Neutrální státy
Nacistické Německo
Sovětský svaz
Sovětské vojenské základny

Jako kompenzaci za toto všechno navrhl SSSR dvojnásobně velké území severně od Ladožského jezera v oblasti Repola. Tento návrh byl kromě vojenského hlediska pro Finy neakceptovatelný i ekonomicky – za hospodářsky nesmírně důležitou oblast s rozvinutým průmyslem a pobřežní vody s významným rybolovem bylo Finsku nabídnuto chudé území, které Rudá armáda během potlačování povstání ve Východní Karélii zcela zpustošila.
Finsko po dlouhém jednání vyjádřilo ochotu přenechat Sovětskému svazu malé ostrůvky ve východní části Finského zálivu a jižní část ostrovů u Suursaari, souhlas s korekcí hranic na Karelské šíji a Rybářském poloostrově, ale zároveň vyjádřilo odmítnutí pronájmu poloostrova Hanko a také nesouhlas se sovětským požadavkem na likvidaci finských opevnění na Karelské šíji. V této pozici vytrvalo i přes otevřené vyhrožování válkou a vědomí rozsáhlých přesunů sovětských jednotek k finským hranicím, mimo jiné i protože klíčová část finských politiků v čele s ministrem zahraničí Erkkem byla přesvědčena o tom, že SSSR blufuje a k útoku se neodhodlá. Tento postoj finská delegace až do svého odjezdu 13. listopadu nezměnila a Stalinova snaha o diplomatické řešení zlepšení sovětských bezpečnostních pozic v Baltském moři tak definitivně skončila. Finská vláda se časně ráno 30. listopadu 1939 sešla na zvláštním zasedání, rozhodla o vyhlášení válečného stavu v zemi a jmenovala polního maršála barona von Mannerheima vrchním velitelem finských ozbrojených sil.

### Sovětsko-německé vztahy
Sovětský svaz podepsal v srpnu 1939 Ribbentrop–Molotovův pakt s nacistickým Německem, který byl v podstatě paktem o neútočení, ale tajný protokol k této smlouvě zabezpečoval hegemonii Moskvy ve východní Evropě a v případě války Německa s Polskem jí dával do rukou Finsko, pobaltské státy, východní Polsko a část Rumunska. Hitler si tím zajistil volné ruce při útoku na Polsko (1. září 1939) a měl otevřené dveře k invazi do západní a severní Evropy. Rudá armáda překročila již 17. září 1939 polské hranice, 28. září 1939 pak Sovětský svaz s nacistickým Německem uzavřel smlouvu o přátelství, spolupráci a vymezení demarkační linie a postupně se chystal k anexi států v Pobaltí a rumunské Besarábie.

### Přípravy k zimní válce
Sověti začali s intenzivní mobilizací v blízkosti finských hranic již koncem roku 1938, ale k rozmístění invazních jednotek došlo teprve v říjnu 1939. Záminkou k samotné invazi se stal Mainilský incident, který Sovětský svaz zinscenoval 26. listopadu 1939. Po třech dnech přerušily obě strany 29. listopadu diplomatické styky a o den později, 30. listopadu v 06:50, zahájily sovětské jednotky bez vyhlášení války masové ostřelování finského pohraničí a nálety na finská města. V 08:00 pak Rudá armáda ukončila dělostřeleckou přípravu a vtrhla na finské území. 1. prosince zřídil Sovětský svaz loutkovou vládu Finské demokratické republiky, která měla převzít vládu jakmile Rudá armáda Finsko porazí. V jejím čele měl stát finský komunista Otto Ville Kuusinen. Tento loutkový stát byl po zimní válce transformován na Karelo-finskou SSR. Spolu s touto transformací formálně zanikla i tato vláda. V roce 1956 byla této republice omezena autonomie a změněno jméno zpět na Karelská ASSR v rámci zlepšování sovětsko-finských vztahů.

## Strategie Rudé armády
Sovětský svaz chtěl Finsko dobýt taktikou bleskové války, tak jak ji v září předvedl nacistický wehrmacht v Polsku. Operační plán vypracoval velitel leningradské oblasti, armádní velitel 2. stupně Mereckov, když Stalin odmítl výhrady náčelníka generálního štábu Šapošnikova. Mereckovův operační plán předpokládal rychlé zlomení odporu podstatně slabšího nepřítele a rychlé obsazení Finska. Zhroucení špatně vyzbrojené a nepočetné finské armády se očekávalo zhruba po 14 dnech bojů. Sovětští vojáci byli dokonce varováni, aby si dali pozor a nepřekročili náhodou švédskou hranici. Kapitulace Helsinek se předpokládala na 21. prosince jako dárek pro Stalina k jeho šedesátinám. Ofenziva vojsk Leningradského vojenského okruhu měla probíhat na Karelské šíji přes Mannerheimovu linii (8 dnů) a v Karélii, severně od Ladožského jezera (15 dnů). Zbývající síly měly provádět malé útočné akce na odvrácení pozornosti po celé sovětsko-finské hranici od Petrozavodska až po Murmansk. Baltské loďstvo dostalo na starost lokalizaci a zničení finského válečného námořnictva a izolaci Finska zablokováním jeho námořních komunikací v Baltském moři a v ústí Finského zálivu. V téže době mělo Severní loďstvo podpořit postup Rudé armády dělostřeleckou palbou a zabránit finským lodím vyplout z Kolského a Motova zálivu v Murmanské oblasti.
Útok na Finsko představoval další krok v expanzi SSSR stvrzené Paktem Ribbentrop–Molotov. V okamžiku, kdy Nejvyšší sovět Sovětského svazu 31. srpna 1939 jednomyslně tuto smlouvu schválil, seznámil maršál Vorošilov shromážděné poslance s reformami, ke kterým došlo v Rudé armádě v posledních pěti letech vlivem nezpochybnitelné Stalinovy autority. Tato vlna represí a čistek znamenala do září 1938 odchod 36 761 příslušníků velitelského sboru a více než 3000 velitelů sovětského námořnictva. Zároveň byli přiděleni k velitelům političtí komisaři, kteří mnohdy rozhodovali i o vojenské strategii, přestože jí nerozuměli. Právě vlivem těchto faktorů a zároveň vysoké morálky finských ozbrojených sil bylo možné bránit se této invazi mnohem déle, než Sověti očekávali, přestože jejich armáda měla téměř třikrát více vojáků, třicetkrát více letadel a dvěstěkrát více tanků než Finové. Teprve po rozsáhlých přeskupeních a příchodu dalších posil se Rudé armádě podařilo prolomit 14. února 1940 finské pozice v Mannerheimově linii.

### Rudá armáda a její velitelé

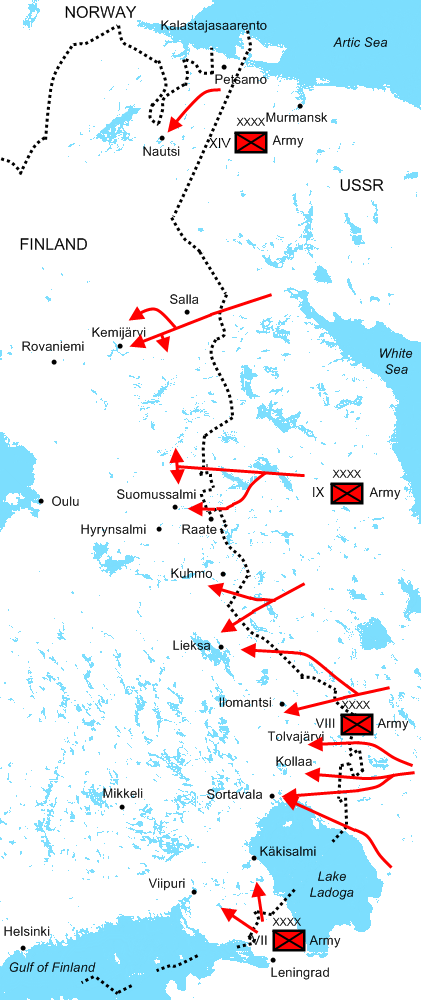
Hlavní útoky Rudé armády od 30. listopadu do 22. prosince 1939.

Při jednání Voronova, Mereckova a Ždanova bylo rozhodnuto, že 
- útok naplánuje Leningradský vojenský okruh, jehož velitelem byl Kirill Afanasjevič Mereckov
- hlavní útok proti Finsku povedou vojska 7. armády na Karelské šíji, protože se předpokládala průchodnost nedokončených opevnění Mannerheimovy linie;[P 12]
  - velitel – armádní velitel 2. stupně Vsevolod Fjodorovič Jakovlev, náčelník štábu – brigádní velitel Vasilij Nikolajevič Gordov
    - 19. střelecký sbor – divizní velitel Filip Nikonorovič Starikov
    - 50. střelecký sbor – divizní velitel Filip Danilovič Gorelenko
    - 10. tankový sbor – divizní velitel Prokofij Logvinovič Romaněnko
- vojska 8. armády zaútočí severně od Ladožského jezera na finský železniční uzel Sortavala;
  - velitel – divizní velitel Ivan Nikitič Chabarov, náčelník štábu – plukovník Georgij Andrejevič Larionov
    - 1. střelecký sbor – brigádní velitel Roman Ivanovič Panin
    - 56. střelecký sbor – divizní velitel Alexandr Ivanovič Čerepanov
- vojska 9. armády severně od 8. armády budou sloužit jako spojovací článek ke 14. armádě;
  - velitel – sborový velitel Michail Pavlovič Duchanov, náčelník štábu – divizní velitel Alexandr Dmitrijevič Sokolov
    - 47. střelecký sbor – brigádní velitel Ivan Fjodorovič Dašičev
    - zvláštní střelecký sbor – divizní velitel Maxim Sergejevič Šmyrov
- vojska 14. armády se měla připravit k útoku na západní pobřeží Rybářského poloostrova;
  - velitel – divizní velitel Valerian Alexandrovič Frolov, náčelník štábu – brigádní velitel Boris Alexejevič Pigarevič
    - 1. sbor Finské lidové armády – divizní velitel Alexej Mojsejevič Antilla
- válečné lodi Baltského loďstva zničí pobřežní dělostřelecké baterie na obou březích Karelské šíje;
  - velitel loďstva – komodor 1. stupně Vladimir Filippovič Tribuc, náčelník štábu – kapitán 1. stupně Jurij Alexandrovič Pantělejev
    - Eskadra bitevních lodí – komodor 2. stupně Nikolaj Nikolajevič Něsvickij[P 13]
    - Ladožská válečná flotila – kapitán 2. stupně Kobylskij
- Severní loďstvo obsadí město Petsamo a ponorky budou provádět průzkumnou a hlídkovou činnost ve fjordu Varanger a podél norského pobřeží a podpoří útok jednotek 14. armády v úžině Rybářského poloostrova;[41]
  - velitel loďstva – komodor 2. stupně Valentin Pjotrovič Drozd, náčelník štábu – kapitán 1. stupně Ivan Fjodorovič Golubkov-Monatkin

## Strategie finské armády

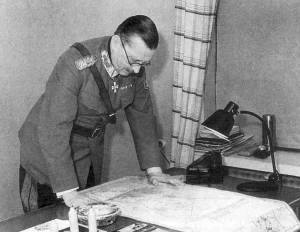
Mannerheim studující mapu.

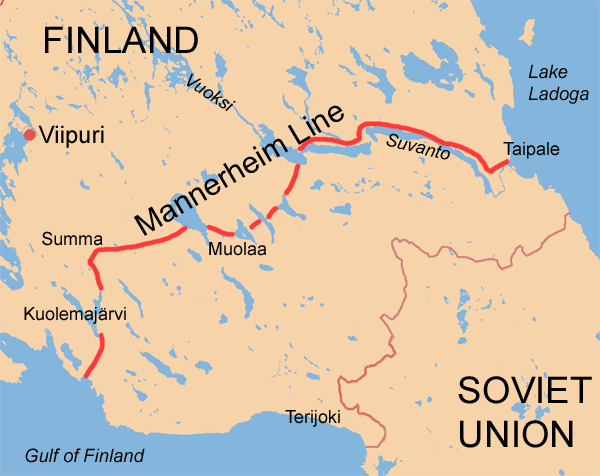
Mannerheimova linie.

Finský generální štáb předpokládal, že v případě válečného konfliktu povede Rudá armáda hlavní útok přes Karelskou šíji a zároveň se pokusí o její obchvat podél severních břehů Ladožského jezera. V souladu s těmito hrozbami vybudovala finská armáda napříč celou Karelskou šíjí řadu stálých a polních opevnění, která byla později neoficiálně označena za Mannerheimovu linii. Hlavní obranné uzly se nacházely v oblasti severně od řeky Vuoksi a podél silničních a železničních komunikací směřujících k Vyborgu. Celkem čtyři obranná pásma Mannerheimovy linie měla v případě války umožnit obranu 6 finských pěších divizí, které byly začleněny do II. a III. armádního sboru. Podél severního pobřeží Ladožského jezera vytvořilo finské velení několik samostatných rot a praporů, které měly krýt komunikace v lesních masivech Karélie v oblasti měst Kuhmo, Salla a Petsamo. Tyto jednotky Sissi byly vycvičeny v taktice guerillového boje nepřetržitých útoků na boky a týly motorizovaných kolon, které tím mohly být rozděleny do izolovaných skupin.
Mannerheim, jehož jmenoval prezident vrchním velitelem finské armády, zorganizoval obrovské cvičení rezervistů, které se po zkrachování rozhovorů plynule přeměnilo ve skrytou mobilizaci.
Zároveň stáhl dělostřelectvo od hranic, aby nebylo ohroženo nenadálým útokem a aby byl schopen snadno vyvrátit případná obvinění z pohraničních incidentů. Krátce před sovětským útokem pak nařídil provést poslední přípravy, jako bylo zaminování finských pobřežních vod a rozptýlení letectva na polní letiště, takže když Rudá armáda zahájila bez vyhlášení války útok, byla Mannerheimova vojska připravena tak, jak jen to při jejích omezených zdrojích šlo. Jeho plán spočíval v urputných zdržovacích a ústupových bojích a co nejdelším možném držení Mannerheimovy linie. Obzvláště v Ladožské Karélii a během bitvy na Raatské cestě obkličovali Finové menší skupiny početně převažujících sovětských sil a napadali je ze všech stran.

### Velitelé finských ozbrojených sil
- Vrchní velitelství – polní maršál Carl Gustav baron von Mannerheim;[39]
  - Generální štáb – náčelník generálního štábu – generálporučík Lennart Oesch
  - Armáda Karelské šíje – velitel armády – generálporučík Hugo Oesterman
    - II. armádní sbor – velitel sboru – generálporučík Harald Oehquist
    - III. armádní sbor – velitel sboru – generálmajor Erich Heinrichs

  - IV. armádní sbor – velitel sboru – generálmajor Woldemar Hägglund
  - Severofinská skupina – velitel skupiny – generálmajor Viljo Tuompo
  - Alandská skupina – velitel skupiny – generálmajor Edvard Hanell

## Přehled invaze do Finska

### Stručný časový přehled
| Datum             | Popis |
| ----------------- | --- |
| 30. listopad 1939 | Bombardování Helsinek a útok Rudé armády po celé frontě od Rybářského poloostrova až po Karelskou šíji.                                |
| 1. prosinec 1939  | Zřízení loutkové vlády Finské demokratické republiky.                                                                                  |
| 3. prosinec 1939  | Žádost finského ministra zahraničí Väinö Tannera o zásah mezinárodního společenství u generální tajemníka Společnosti národů.          |
| 5. prosinec 1939  | Finské vítězství v první bitvě u Taipale.                                                                                              |
| 6. prosinec 1939  | Postup 54. střelecké divize severně od Ladožského jezera zpomalen, zastaven a až do konce války obklíčen v bitvě v oblasti Kuhmo.      |
| 7. prosinec 1939  | Finská 12. pěší divize zastavuje v bitvě o Kollaa postup nejprve dvou a později čtyř divizí Rudé armády. Bitvu ukončil až konec války. |
| 12. prosinec 1939 | Postup Rudé armády byl zastaven na Mannerheimově linii v Karelské šíji.                                                                |
| 14. prosinec 1939 | Sovětský svaz byl za ilegální napadení vyloučen ze Společnosti národů.                                                                 |
| 23. prosinec 1939 | Finská armáda se neúspěšně pokusila o obchvatný útok podél břehů jezera Muolan-järvi v první bitvě u Summy.                            |
| 8. leden 1940     | Finské vítězství v bitvě o Suomussalmi.                                                                                                |
| 1. únor 1940      | Začátek nové ofenzivy Rudé armády na Karelské šíji pod velením Timošenka.                                                              |
| 5. únor 1940      | Intervenční plány zásahu do skandinávské Zimní války Spojeného království a Francie.                                                   |
| 12. únor 1940     | První pokus finské vlády o mírové řešení.                                                                                              |
| 15. únor 1940     | Prolomení finských pozic v Mannerheimově linii ve druhé bitvě u Summy.                                                                 |
| 1. březen 1940    | Začátek urputných bojů v okolí Viipuri.                                                                                                |
| 7. březen 1940    | Vyvrcholení druhé ofenzivy Sovětského svazu v bitvě o západní břeh Viipurského zálivu.                                                 |
| 9. březen 1940    | Finsko se stahuje ze strategických pozic ve Viipurském zálivu a otevírá stavidla umělého kanálu Saimaa v oblasti Juustily.             |
| 12. březen 1940   | Podepsání Moskevského míru. |
| 13. březen 1940   | Ukončení všech válečných operací. |

### První ofenziva Rudé armády

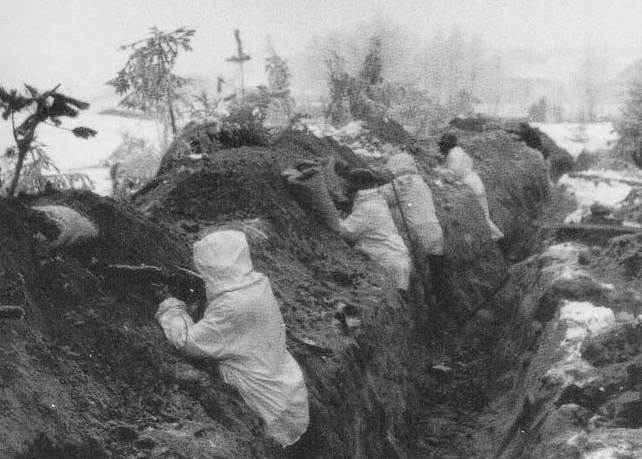
Zákopy na Mannerheimově linii.

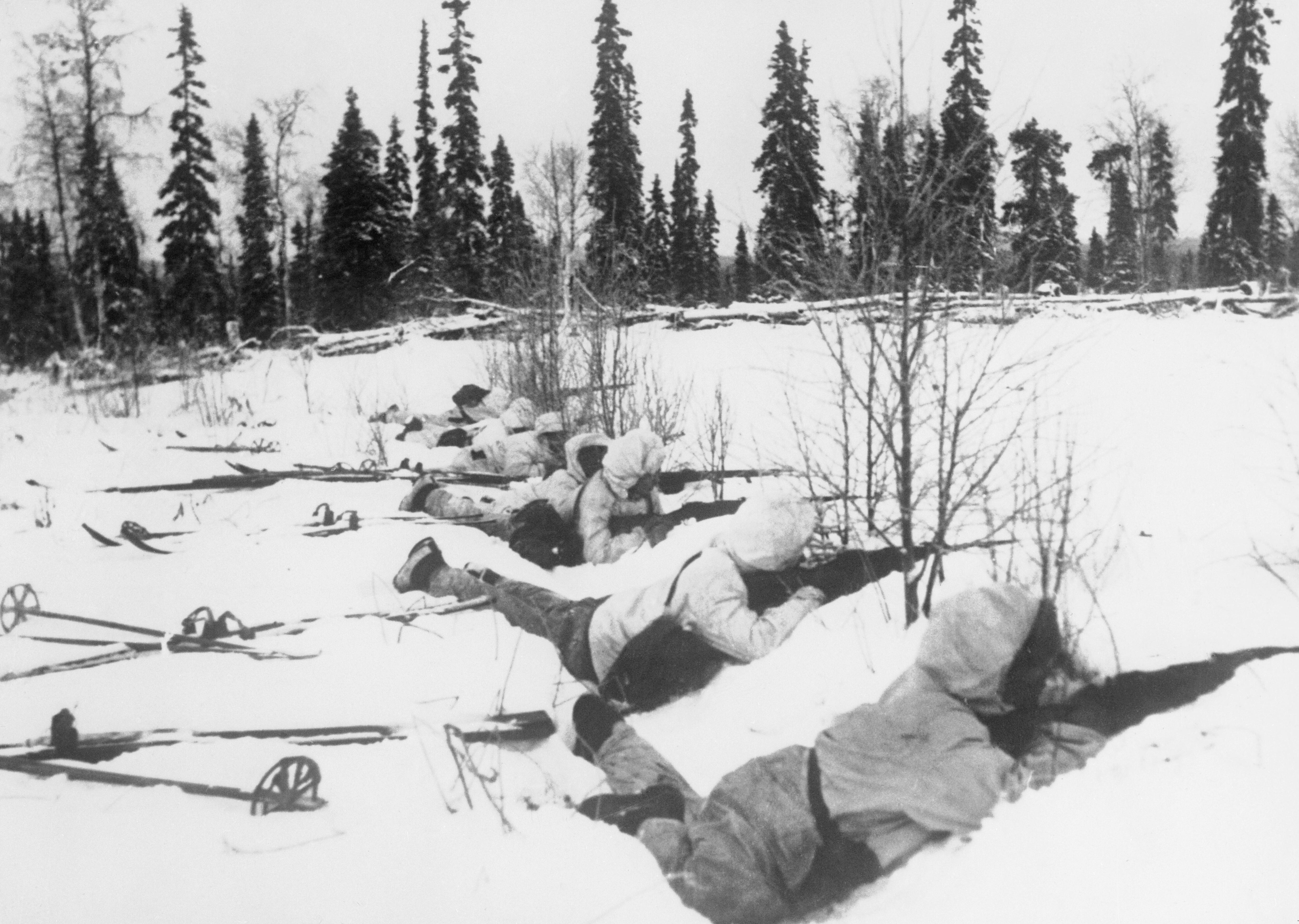
Finské lyžařské jednotky.

Časně ráno 30. listopadu 1939 se daly divize Rudé armády do pohybu po celé frontě od Rybářského poloostrova až po Karelskou šíji. 7. armáda, pod velením Jakovleva zahájila útok v oblasti mezi městem Lipola a pobřežím Ladožského jezera a téměř okamžitě se setkala s odporem finských krycích jednotek, se zátarasy, s minovými poli a palebnými léčkami, které působily na sovětské vojáky demoralizujícím účinkem. Celá 7. armáda byla sevřena strachem z finských min a trvalo několik týdnů, než nová taktika průzkumu a následná práce ženistů tyto obavy eliminovala. Podobně neúspěšné byly i útoky Ladožské vojenské flotily a 8. armády, která měla postupovat severně od Karelské šíje. Zbývající dva armádní svazky, 9. armáda a 14. armáda, měly izolovat Finsko od vnějšího světa, zvláště od Švédska.
První velký útok provedl Duchanov čtyřmi divizemi (44. motorizovaná, 54. střelecká, 122. střelecká a 163. střelecká) na města Kemi, železniční křižovatku Kuhmo, Suomussalmi a městečko Raate. Nejseverněji dobyla 122. střelecká divize město Salla. 14. armáda obsadila město Petsamo, které musel pod náporem přesily opustit finský 10. myslivecký prapor a postupovala dále směrem na město Rovaniemi. Ve stejné době se vojska 7. armády snažila dosáhnout průlomu na jižní břeh řeky Vuoksi, jezera Suvanto a řeky Taipale-joki s cílem vytvořit na severním břehu (zvaném Koukunniemi) malé předmostí.
Sovětskému štábu se však nepodařilo dokončit přípravy k přechodu řeky pro více vojsk. Velitelství 7. armády tak přišlo o svou jedinou šanci, kdy mohlo již v průběhu prosince 1939 dosáhnout průlomu a dovést svůj útok k vítěznému konci. Večer 9. prosince 1939 se u Stalina sešli Molotov, Vorošilov, Šapošnikov a Kuzněcov a rozhodli o vytvoření Hlavního stanu hlavního velení (Stavka), který převzal řízení všech operací proti Finsku, Jakovlev byl pověřen řízením administrativy Leningradského vojenského okruhu a velitelem 7. armády byl pověřen Mereckov.
Naplno se projevil dopad čistek na morálku a akceschopnost rudoarmějců a zcela selhaly naděje na spolupráci s finskou komunistickou opozicí. Zároveň se projevila nepřipravenost Rudé armády na boj v subarktických podmínkách, kterou ještě zhoršil fakt, že zima roku 1939 byla jednou z nejkrutějších zim 20. století. Rudá armáda musela pro nedostatek mužů zastavit akce na Karelské šíji, kde invazní síly doslova vykrvácely při útocích na Mannerheimovu linii. Námořní válka byla omezena zamrzlým mořem a jediným významným úspěchem bylo sovětské vylodění v pečangském přístavu. Vzdušná válka se vyvíjela ve znamení drtivé početní převahy sovětského letectva, které však mělo neúměrně vysoké ztráty, nedokázalo neutralizovat finské letectvo Ilmavoimat a jeho vojenský přínos byl navíc relativně nízký, protože se soustředilo na bombardování civilních cílů za frontou.

### Výzbroj obou armád
| Druh                                | Sovětský svaz                                                                                        | Finsko |
| ----------------------------------- | --- | --- |
| Tanky                               | T-26, T-37, T-38, T-40, T-28, KV-1                                                                   | Vickers 6 ton, Renault FT-17, Light Tank Mk IV |
| Dělostřelectvo a protitankové pušky | 50mm, 82mm a 120mm minomety, 76mm lehká polní děla až těžké 203mm houfnice                           | Finský Tampell 81mm minomet a sovětské 82mm a 120mm minomety, 76 K/02, 37 PstK/36, Lahti L-39, Madsen 20                                                                                         |
| Letectvo                            | Polikarpov I-15, Polikarpov I-153, Polikarpov I-16, Tupolev SB-2, Iljušin Il-4, Tupolev TB-3         | Fokker D.XXI, Gloster Gladiator, Fiat G.50, Bristol Bulldog, Bristol Blenheim |
| Pěchotní zbraně a granáty           | TT-33, Nagant M1895, Mosin-Nagant, SVT-38, kulomet Maxim 1910, kulomet DP, granát F-1, granát RGD-33 | TT-33, Nagant M1895, Luger P.08, Lahti L-35, Mosin-Nagant, SVT-38, Puška m/96, Suomi m/1931, Lahti-Saloranta M/26, kulomet Maxim 1910, kulomet DP, Molotovův koktejl, granát M-32, granát RGD-33 |

### Finská obrana a protiútok

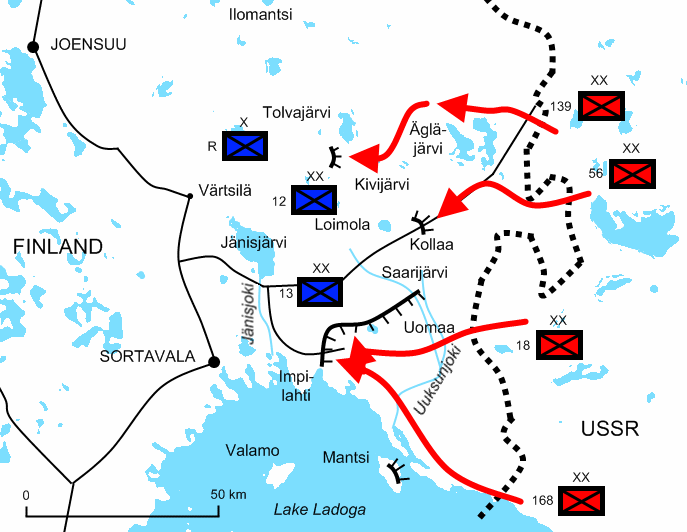
Bitvy v Ladožské Karélii severně od Ladožského jezera.

Postup 8. armády byl zastaven na Mannerheimově linii 12. prosince 1939. 9. armádě se podařilo postoupit asi 20 km do finského vnitrozemí, ale byla zastavena poblíž měst Tolvajärvi a Kollaa. V polovině prosince vyústil finský tlak na komunikace 8. armády rozbitím jednotek 18. a 168. střelecké divize. V oblasti Tolvajärvi zahájily finské jednotky protiútok proti 139. střelecké divizi. Sovětům se sice podařilo Finy odrazit, ale při následné akci na jihu se Finům podařilo prolomit obranné linie 609. střeleckého pluku a obchvat 364. střeleckého pluku. Finský protiútok pokračoval úderem na sovětské pozice v průsmyku Ristisalmi, což donutilo sovětské vojáky k dalšímu ústupu směrem na Ägläjärvi. Ztráty neustále stoupaly a fakticky celá 139. střelecká divize podlehla demoralizaci. Tento finský protiútok způsobil obrovské ztráty i 75. střelecké divizi, která přišla na pomoc. Podle finských údajů přišly obě divize o 59 tanků, 220 kulometů a 4 000 vojáků.
Největšího vítězství dosáhli Finové v úseku 9. armády, když se 163. střelecká divize střetla jižně od města Suomussalmi s rozsáhlým finským odporem. Velitel sboru Duchanov jí vyslal na pomoc 44. motorizovanou divizi velitele Vinogradova. Tato divize se rozdělila; silný předvoj se přesunoval na nákladních automobilech a hlavní síly šly pěšky a zahájila postup cestou na Raate a dále na Suomussalmi. Motorizovaný předvoj se nedorozuměním dostal až na místo zadního voje pěších jednotek a neměl žádnou šanci proniknout vpřed. Proti 44. motorizované divizi byla užita kombinovaná taktika zátarasů a guerillových nájezdů na týlové komunikace, což ji donutilo zastavit postup několik kilometrů před městem Suomussalmi. Když se Finům podařilo severně od tohoto města zničit 163. střeleckou divizi, přesunuli všechny síly proti Vinogradovově svazku a postupně ho celý likvidovali. Velitel Vinogradov byl o několik týdnů později za toto selhání popraven. Podle armádního komisaře Lva Zacharoviče Mechlise byla příčinou porážky nedbalost náčelníka štábu 9. armády, plukovníka Jermolajeva kombinovaná s neschopností velitele 163. divize, plukovníka Zelencova a velitele 47. střeleckého sboru Dašičeva.
Ještě dále na sever se 122. střelecké divizi podařilo v městě Salla spojit s 88. střeleckou divizí a oba svazky následně pokračovaly ve svém postupu k železniční křižovatce v Pelkosenniemi. Finské velení odeslalo sedm záložních praporů do tohoto prostoru. Těm se podařilo postup obou divizí zastavit a Sověti se museli stáhnout do města Raatikka, severozápadně od Sally.

### Sovětská a finská propaganda

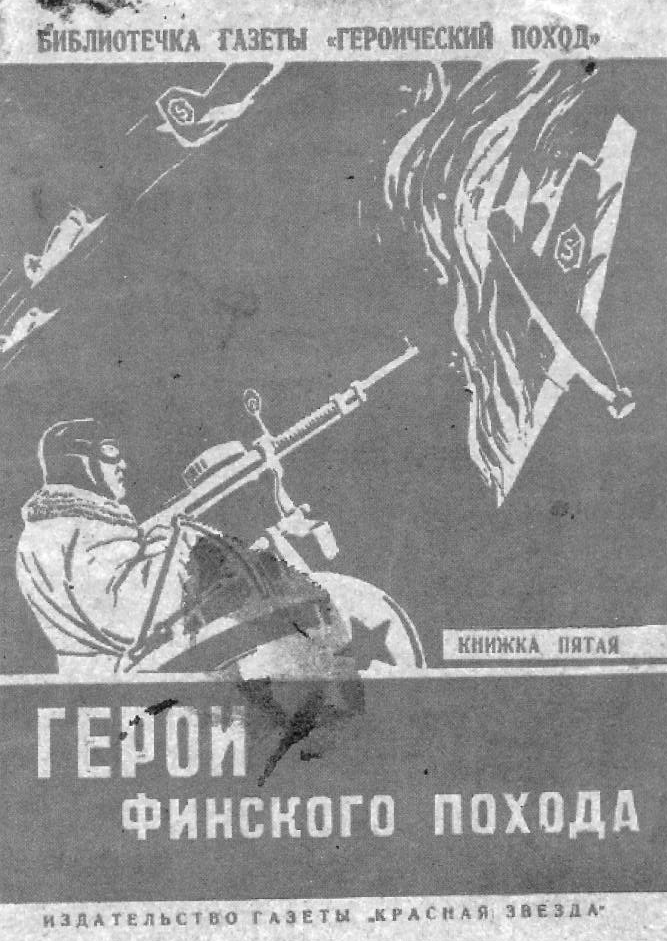
Sovětská propaganda: Hrdinové finského tažení
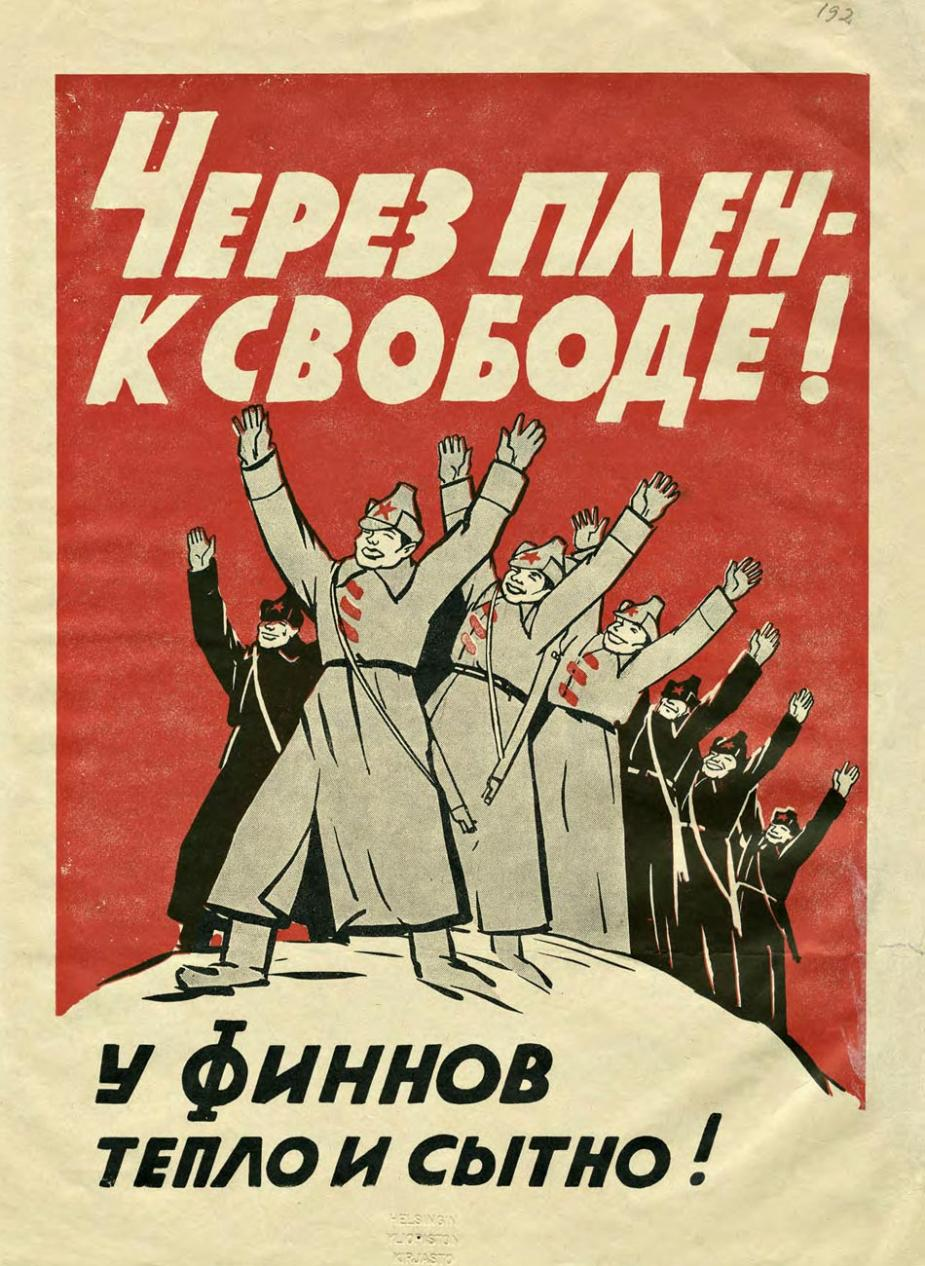
Finská propaganda: Přes zajetí ke svobodě
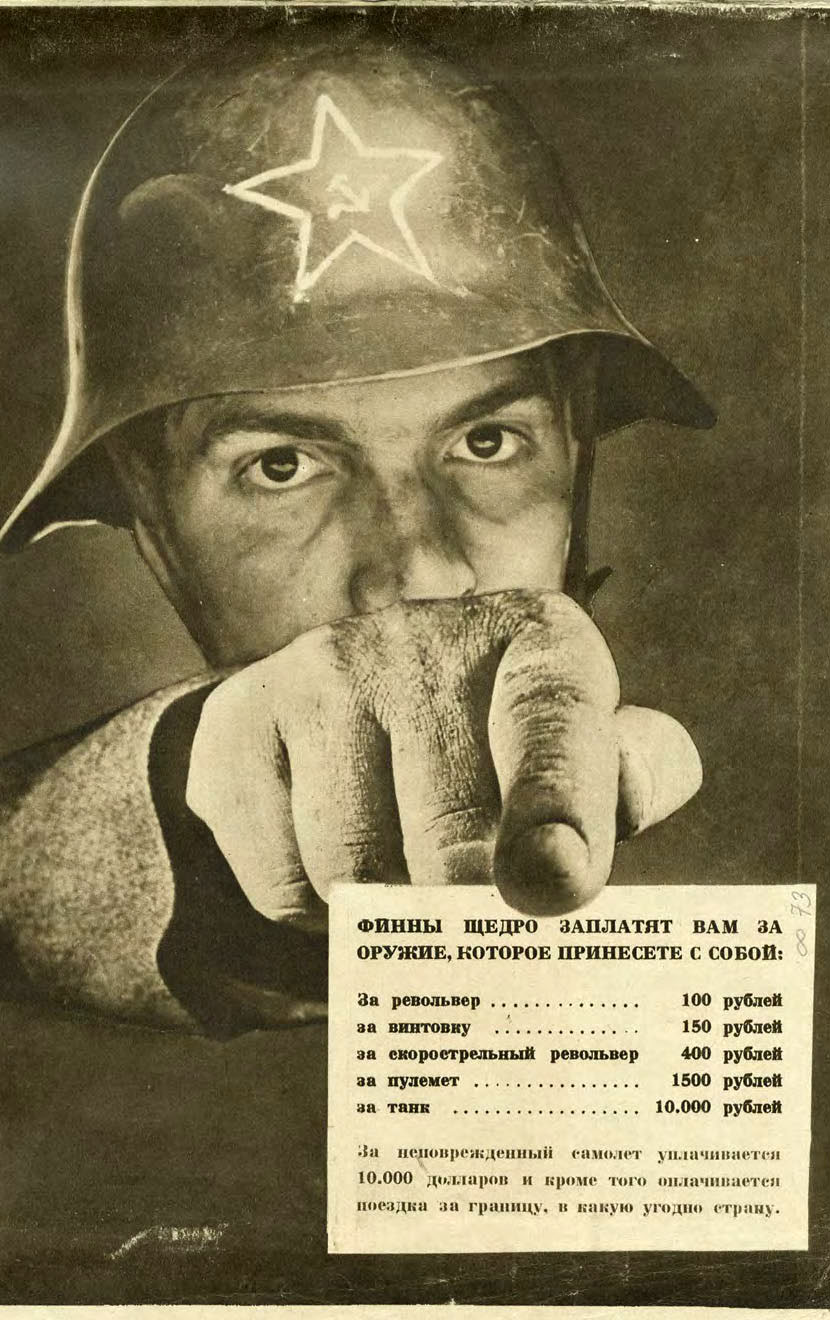
Finská propaganda: Finové vám štědře zaplatí za zbraně, které si přinesete s sebou (do zajetí)

### Druhá ofenziva Rudé armády

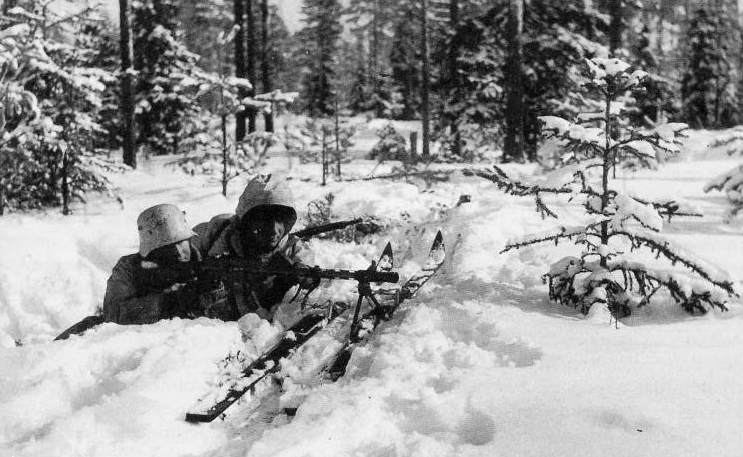
Finští vojáci s kulometem Lahti-Saloranta M/26

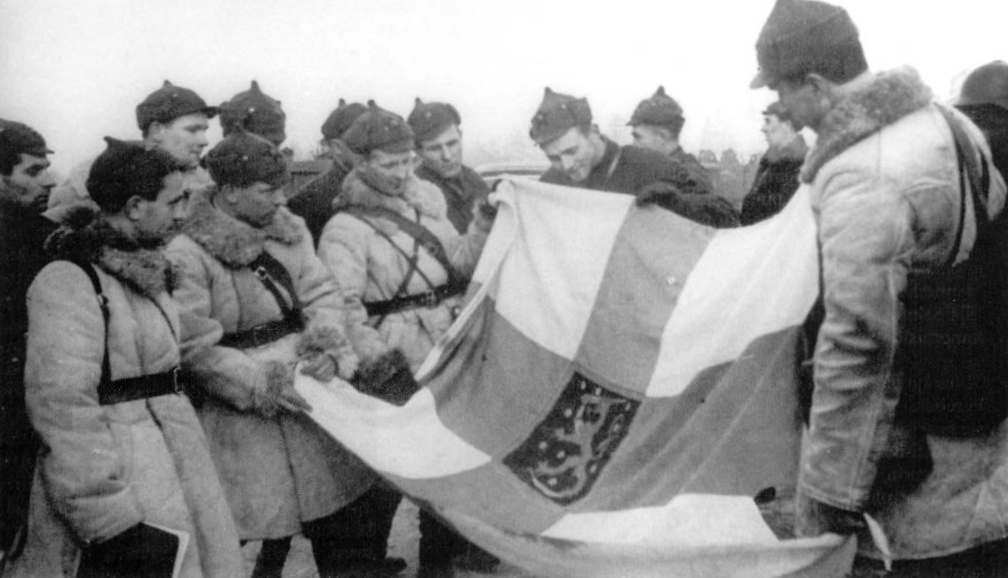
Vojáci Rudé armády si prohlížejí ukořistěnou finskou válečnou vlajku.

SSSR v průběhu ledna přesunul na frontu čerstvé síly a provedl doplnění všech jednotek u nichž to bylo možné, hlavně na Karelské šíji a v Ladožské Karélii a zároveň došlo k výrazným změnám ve velení. Mereckov byl jmenován dílčím velitelem na Karelské šíji a operační velení převzal Timošenko, kterému byly poskytnuty všechny dostupné zdroje, včetně prakticky všech dostupných schopnějších důstojníků a kvalitnějších jednotek. Útok vedený téměř trojnásobnou silou byl obnoven 1. února 1940 a Timošenko jej koncipoval jako masivní úder na Karelské šíji, ve kterém rozhoduje materiální převaha. V takovém typu boje nemohla menší finská armáda zvítězit, protože neměla dostatečné zásoby munice, ani rezervistů. Těžištěm úderu byl prostor Viipurské brány a oblast okolo Summy a jezera Muolaa. Podpůrné údery, které nutily Finy tříštit síly, byly vedeny po celé šíři Karelské šíje se zřetelným důrazem na prostor Taipale a v oblasti Ladožské Karélie. Jinak byly nové síly vyslány pouze do prostoru Kuhmo, aby podpořily vzdorující 54. divizi.
Vzdušná převaha sovětského letectva dosáhla strašlivých rozměrů a konečně se začalo zaměřovat i na vojenské cíle. Finské letectvo mu sice způsobovalo společně s pozemní protiletadlovou obranou neúměrné ztráty, ale účinek jeho akcí byl pouze dočasný a lokální. Sovětské letectvo ochromilo přesuny finských jednotek i jejich logistiku. Za této situace prostě už nebylo možné pozice udržet. Pokusy Rudé armády o osvobození 54. divize sice skončily debaklem, finské jednotky v Ladožské Karélii nápor vydržely, ale situace na Karelské šíji se pro ně přesto stala neudržitelná. Po čtrnácti dnech zuřivých bojů byly prolomeny středojižní úseky Mannerheimovy linie v oblastech Summy a jezera Muolla.
Finové ustoupili a vzápětí znovu zarazili nepřátelský nápor na rezervních pozicích této linie, ale Sověti změnili směr úderu a využili ve svůj prospěch krutou zimu, když vstoupili na led Finského a Viipurského zálivu a rezervní linie tím byla obchvácena. Finská obrana pobřeží nedisponovala žádnými adekvátními prostředky k zastavení úderu a ustoupila. Přesto se teprve po 20 dnech zuřivých bojů podařilo sovětským jednotkám proniknout na západní břeh Viipurského zálivu. Krok za krokem se probíjely vpřed přes nepočetné elitní jednotky přivolané narychlo z Laponska a méně kvalitním posilám z řad rezervistů a obkličovaly postupně město Viipuri. Finové již neměli kam ustoupit, protože dobytí Viipuri by znamenalo obklíčení všech finských ozbrojených sil bojujících na Karelské šíji. Mannerheim proto sáhl k poslednímu zoufalému kroku, když nařídil odstřelení stavidel a hrází průplavu Saimaa, aby vzniklé záplavy zbrzdily nepřátelský postup a finské jednotky získaly čas ke stažení na západ.
Rudá armáda zahájila 12. března obchvatný manévr, jehož cílem bylo obklíčení Viipuri, který se však nepodařilo dokončit, byť Rudá armáda během bojů obsadila i okrajové části města.
 Zaplavená území a potíže se zásobováním zbrzdily další postup Rudé armády a obě strany dospěly 12. března na Karelské šíji do stadia svého vyčerpání.

## Výsledky zimní války

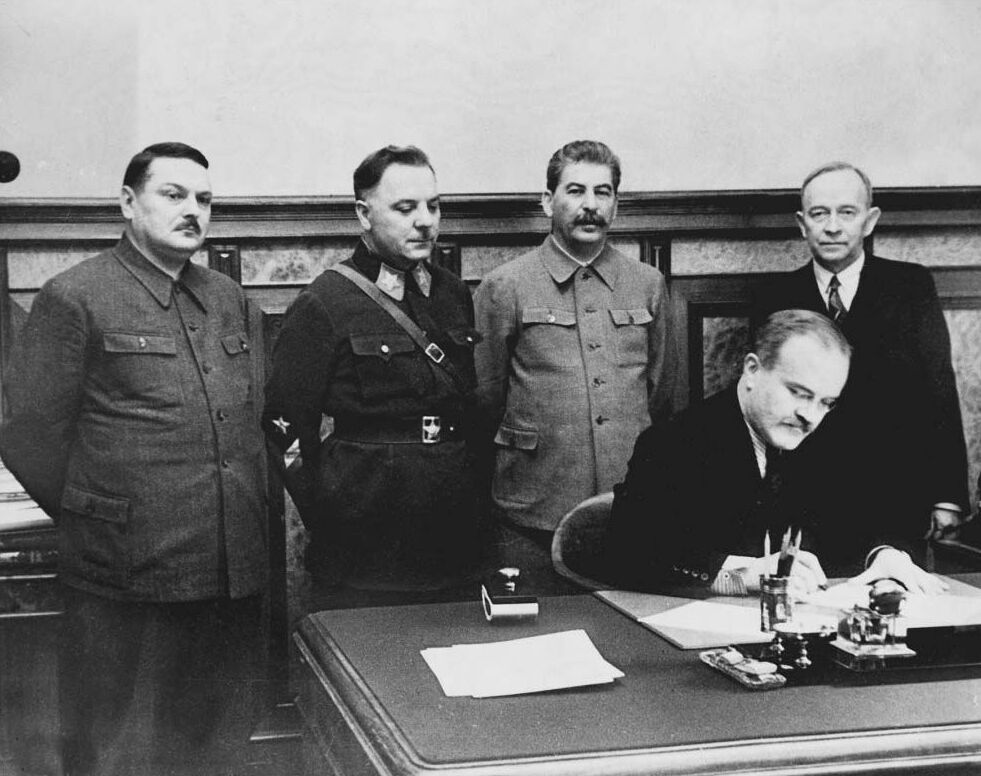
Molotov podepisuje Moskevský mír. Odleva přihlížejí: A. Ždanov, K. Vorošilov, Stalin a O. Kuusinen.

Zimní válka skončila Moskevským mírem 13. března 1940, v jehož podmínkách Finsko muselo odstoupit velkou část svého území a přistoupit na většinu sovětských podmínek. Ztratilo téměř celou Karélii, území v oblasti Salle a svou část Rybářského poloostrova, celkem 41 500 km2. Muselo souhlasit se zřízením sovětské vojenské základny v Hanko, vybudováním železnic spojujících Sovětský svaz a Norsko a přislíbit sovětským jednotkám právo transportu po těchto železnicích. Více než 420 000 finských obyvatel muselo být evakuováno z odstoupených území do Finska.

### Pro Hitlera
- prudký pokles reputace Rudé armády v očích všech
- reorganizaci a mnohá zlepšení v Rudé armádě + odstranění Vorošilova z jejího vedení (někteří odborníci zastávají názor, že bez tohoto by Rudá armáda byla v roce 1941 rozdrcena a SSSR zničen)
- zpečetila osud Norska, neboť přesvědčila Hitlera o neochotě Francie a Británie respektovat norskou neutralitu a tudíž i nutnosti obsadit Dánsko a Norsko, a to co nejdříve.

### Pro Stalina
- obával se hrozby francouzsko-britské intervence a bombardování kavkazských ropných polí
- byl k tomu tlačen svým německým spojencem
- měl zkreslené představy o stavu finské armády (byla ve skutečnosti v horší situaci než předpokládal)
- byl šokován a zdrcen otřesným výkonem Rudé armády
- pociťoval úctu k finskému protivníkovi
- Finsko se v jeho uvažování přesunulo z pozice malého problému na velký a on se rozhodl nechat si je na konec (po zpracování Pobaltí a Rumunska)
- měl obavy, že se boje protáhnou hluboko do jara, kdy se celé Finsko změní v jednu obrovskou bažinu, absolutně nevhodnou pro vedení útočných operací. Představa války pokračující za těchto podmínek představovala pro Rudou armádu i Stalina osobně skutečnou noční můru.

### Vyhodnocení zkušeností

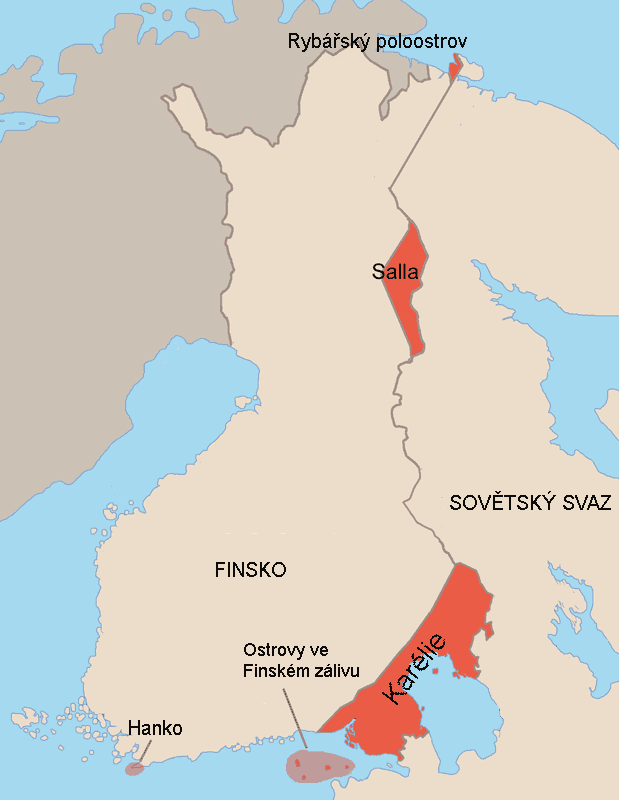
Finsko-sovětská hranice
po Moskevském míru.

V polovině dubna 1940 bylo zahájeno zasedání smíšené komise Ústředního výboru VKS a Hlavní vojenské rady, která se měla zabývat vyhodnocením zkušeností z této války, založené na informacích od všech vyšších velitelů a politických pracovníků, které měly být využity k rozsáhlé reformě Rudé armády a celé sovětské vojenské doktríny. Maršál Vorošilov shrnul problémy, se kterými se Rudá armáda musela na operační a taktické úrovni vyrovnat následovně:
- podcenění finské obranyschopnosti kvůli špatnému průzkumu budoucího bojiště
- operace Rudé armády byly doprovázeny naprostým chaosem v týlových službách
- nevyhlášení válečného stavu znemožnilo mobilizaci a přechod železniční a silniční sítě pod vojenské velení
- zpoždění mobilizace a vyzbrojení zakonzervovaných lodí Baltského loďstva
- chaos v opravárenských zařízeních Baltského loďstva
- chybný „útok na široké frontě“ místo „útoku na úzké frontě“
- centralizace místo decentralizace řízení bojových akcí
- zvládnutí všech taktických zásad obrany i útoku je potřebnější než kvantitativní a technologická převaha
- neexistovala metodika přípravy na úrovni armády a frontu
- schopný a vzdělaný velitelský sbor je nezbytný, včetně zkvalitnění vyššího velitelského sboru
- konkrétní způsob výuky na Vojenské akademii místo příliš abstraktního, odtrženého od reálné situace
- nutnost rehabilitace obětí čistek, při kterých bylo zbaveno funkce 35 000 velitelů a které znamenaly pro Rudou armádu nevyhnutelnou demoralizaci
- nízká „štábní kultura“ - štábní důstojníci často nezvládali své úkoly, nerozuměli své práci a nedokázali provádět štábní přípravu ani v době míru
- zastaralost vojenských předpisů a polních řádů
- mnohdy procházely celé divize prvním bojovým výcvikem přímo na bojišti
- absolutní nedostatek komunikace mezi pěchotou a dělostřelectvem, pěchotou a letectvem, pěchotou a samostatně působícími tanky

21. dubna 1940 shrnul Stalin závěry této komise do několika doporučení, z nichž nejzajímavější byla skutečnost, že „ideologické zásady“ by měly být komplexně přehodnoceny a musí dojít k odvolání odpovědných osob. Stalin to vyřešil tím, že odvolal z funkce lidového komisaře obrany Vorošilova a náčelníka Generálního štábu Šapošnikova, které nahradil Timošenkem a Mereckovem. Zároveň byl zaveden nový Kázeňský řád, ve kterém získali velitelé právo tvrdě trestat všechny vojáky, kteří se provinili nesplněním rozkazů, a vojáci ztratili právo na stížnost vůči svým velitelům. Nejviditelnějším znakem těchto změn bylo zavedení generálských hodností v Dělnicko-rolnické rudé armádě a admirálských hodností v Dělnicko-rolnickém rudém válečném námořnictvu.

### Bilance ztrát

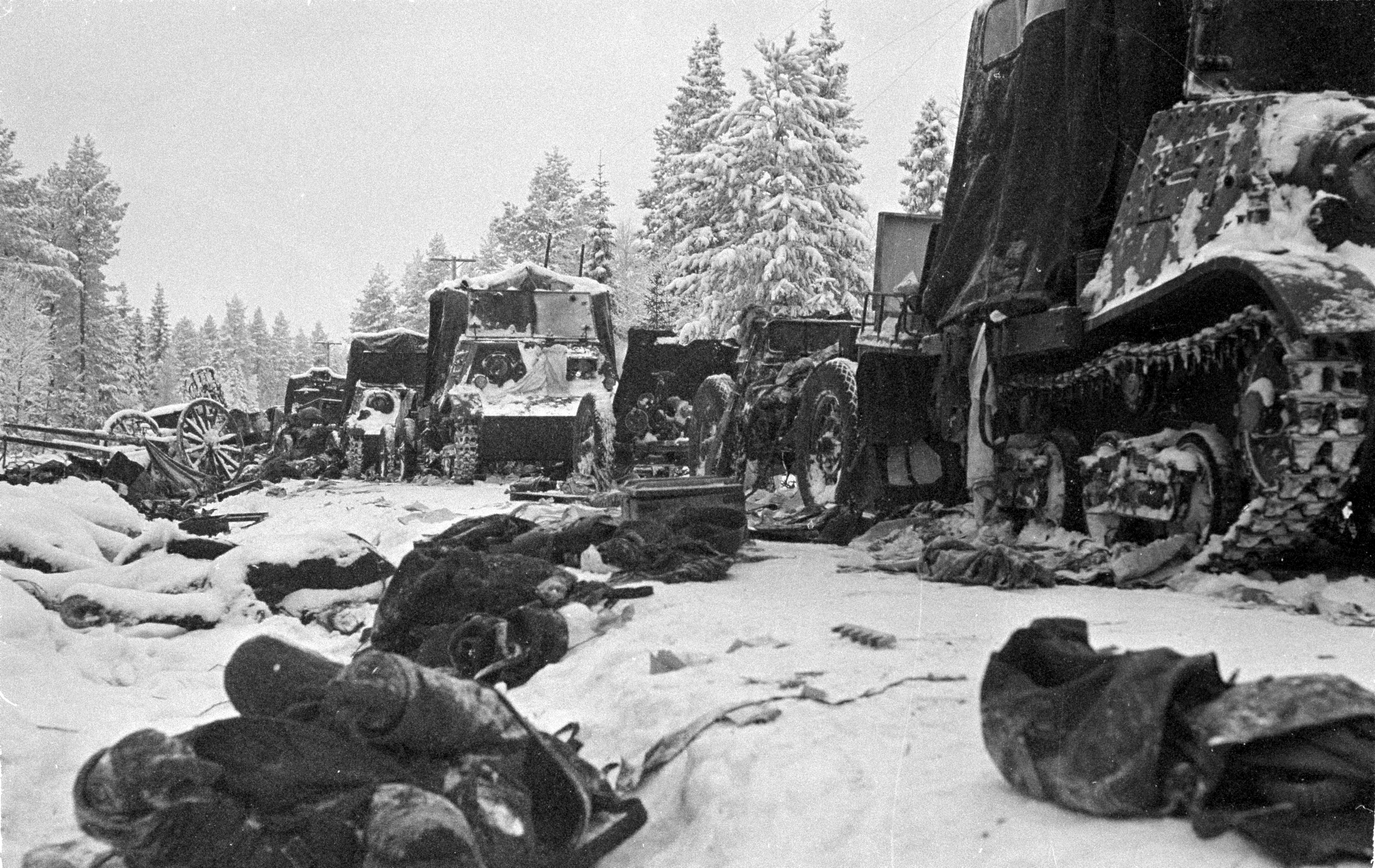
Zničená kolona Rudé armády na Raatské cestě, leden 1940

Finská armáda ztratila během zimní války asi 97 000 mužů (48 300 mrtvých a 48 700 těžce raněných), finská historiografie i v současnosti čerpá z oficiálních zdrojů a nikdy nedošlo k odhalení skutečných ztrát (jako tomu bylo v případě Rudé armády a otevření archivů po rozpadu SSSR). Oficiální ztráty na sovětské straně byly 200 000. Postupem času, jak se uvolňoval režim v Sovětském svazu, Gorbačov odtajnil dříve utajené dokumenty a spolu s tím vznikla možnost přezkoumat a kriticky zhodnotit oficiální ztráty Rudé armády. V současné době ruští vojenští historici vycházející z finských zdrojů, vyčíslují ztráty Rudé armády 131 486 mrtvých či zmizelých a 264 908 nemocných nebo zraněných. Dále připouštějí ztrátu 600 letadel (Finové 70) a zničení nebo vyřazení asi 1200-3500 sovětských tanků a obrněných vozidel (Finové jich ztratili asi 16). Finové původně odhadli ztráty Rudé armády na něco mezi 400 000 až 600 000 muži.

### Pokračovací válka
Jelikož ani jedna ze stran nepovažovala výsledek války za definitivní a Sovětský svaz v následujícím období neustále zvyšoval napětí a hrozby vůči Finsku (např. násilný zábor Litvy, Lotyšska a Estonska a Petsamo, vměšování se do finských prezidentských voleb, nerespektování podmínek příměří apod.), vznikla mezi oběma státy extrémně výbušná situace, která vyústila v roce 1941 v pokračovací válku.